# Aguégués
Aguégués è una città situata nel dipartimento di Ouémé nello Stato del Benin con 30 499 abitanti (stima 2006).